# Blue1
Blue1 (Codi IATA: KF, ICAO: BLF) és una aerolínia finlandesa radicada a l'aeroport de Hèlsinki-Vantaa. És una companyia regional dependent de Scandinavian Airlines System (SAS) que realitza les seves connexions entre Hèlsinki, Estocolm i Copenhaguen. També duu a terme vols nacionals i altres destinacions a Europa. A més de la base a Vantaa, també compta amb hubs als aeroports de Copenhaguen-Kastrup i Estocolm-Arlanda. Blue1 és el primer membre regional de Star Alliance.

## Història
L'aerolínia es va instaurar el 1987 i va començar a operar el 1988 sota el nom de Air Botnia. Va ser comprada el 1998 per Scandinavian Airlines System (SAS). El gener de 2004, quan la companyia de baix cost Flying Finn es va anar a la fallida, l'aerolínia va ser reanomenada com Blue1. Va començar amb vols de Flying Finn i la primera destinació va ser Oulu, després van venir Kuopio, Rovaniemi o Turku. Pertany a Star Alliance des del 3 de novembre de 2004.

## Flota
La flota de Blue1 consta dels següents avions (maig de 2006): 
- 7 Avro RJ85, 84 passatgers
- 2 Avro RJ100, 99 passatgers
- 3 McDonnell Douglas MD-90, 166 passatgers
- 5 Saab 2000, 47 passatgers